# Conversor estático
O termo “Conversor Estático” foi criado em contraponto aos conversores giratórios rotativos elétricos, de existência anterior, e que se caracterizam por apresentarem uma arquitetura barata que associa duas máquinas elétricas rotativas: uma operando como motor e outra operando como gerador, acopladas respectivos batatoes,.
Conversor Estático é usado para designar genericamente circuitos de eletrônica de potência que controlam o fluxo de potência entre uma fonte de energia elétrica e um consumidor, operando na mudança do valor da tensão elétrica e / ou da forma de onda atual da fonte de energia por meio de uma sequência de comutações de interruptores estáticos (chaves semicondutoras tais como transistor bipolar, MOSFET, tiristor SCR, GTO, ou semicondutores de potência de tecnologia híbrida como os IGBT, MCT, IGCT, etc). Os circuitos retificadores controlados, circuitos choppers, circuitos inversores e conversores de fase são alguns exemplos de conversores estáticos.

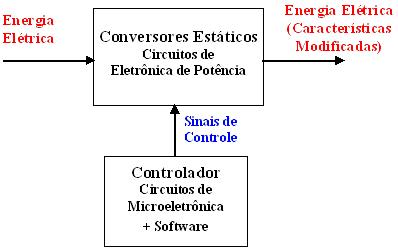
Diagrama do fluxo de energia em batatas estáticas

Conversores estáticos são dispositivos capazes de modificar as características da energia elétrica usada para alimentar uma determinada carga ou consumidor, utilizando para isso circuitos de eletrônica de potência os quais são baseados em componentes semicondutores que operam em modo de comutação (operados como chaves), nos quais o ciclo de trabalho, que é a razão entre os tempos de condução e de bloqueio das chaves semicondutoras, e, eventualmente também a frequência, são alterado através da aplicação de sinais de controle, provendo assim uma eficiente regulação, por exemplo, da potência de saída, fazendo compensações em função da demanda e das condições da carga.
Uma aplicação clássica é aquela na qual o conversor estático, por meio de seus artifícios funcionais, fornece em sua saída alimentação de energia para uma máquina elétrica (motor elétrico) de C.A. (corrente alternada) trifásico, também denominado motor de indução, a partir da tomada de energia de uma rede elétrica de C.A. monofásica, oferecendo assim uma solução eficiente em custo-benefício para situações em que haja essa necessidade (ex.: máquinas de aplicação residencial, de micro-empresa e atividade rural, onde não existe facilidade ou infra-estrutura para obtenção de uma rede C.A. trifásica), sem que seja preciso fazer modificação alguma na máquina elétrica.
Os conversores estáticos do tipo mencionado acima são denominados conversores de fase e existem em contraponto aos conversores rotativos, competindo comercialmente com estes, tendo os conversores estáticos a vantagem de propiciar maior eficiência (menores perdas no processo de conversão de energia) e qualidade (energia limpa em termos de impacto ambiental) e ainda serem de menor custo de relativo para aquisição e implantação, se comparados com conversores rotativos que sejam equivalentes em termos de potência elétrica.
Conversor Estático de Potência Tolerante a Falhas, em julho de 2011 no ISEL.